# Oncidiinae
Las Oncidiinae es una subtribu dentro de las Orchidaceae que contiene aproximadamente 70 géneros  y más de 1000 especies. El género Oncidium es el que cuenta con más especies.
La mayoría de las oncidioides tienen pseudobulbos bien desarrollados y hojas conduplicadas.
Es posible crear híbridos entre múltiples géneros de Oncidiinae en condiciones especiales. Estos híbridos se conocen coloquialmente como "intergenéticos".

## Géneros
| - Ada - Aspasia - Binotia - Brachtia - Brassia - Caluera - Capanemia - Caucaea - Centroglossa - Chelyorchis - Chytroglossa - Cischweinfia - Cochlioda - Comparettia - Cuitlauzina - Cypholoron - Cyrtochiloides - Cyrtochilum - Diadenium - Dunstervillea - Eloyella - Erycina - Fernandezia - Gomesa - Helcia - Hintonella - Hofmeisterella - Ionopsis - Lemboglossum | - Leochilus - Lockhartia - Macradenia - Macroclinium - Mesospinidium - Mexicoa - Miltonia - Miltoniopsis - Notylia - Notyliopsis - Odontoglossum - Oliveriana - Oncidium - Ornithocephalus - Ornithophora - Otoglossum - Pachyphyllum - Papperitzia - Phymatidium - Platyrhiza - Plectrophora - Polyotidium - Psychopsiella - Psychopsis - Pterostemma - Quekettia | - Rauhiella - Raycadenco - Rhynchostele - Rodriguezia - Rodrigueziella - Rodrigueziopsis - Rossioglossum - Sanderella - Saundersia - Scelochilus - Schunkea - Seegeriella - Sigmatostalix - Solenidiopsis - Solenidium - Stellilabium - Suarezia - Sutrina - Telipogon - Thysanoglossa - Ticoglossum - Tolumnia - Trichocentrum - Trichoceros - Trichopilia - Trizeuxis - Warmingia - Zelenkoa - Zygostates |